# Boguszewo (województwo kujawsko-pomorskie)
Boguszewo – wieś w Polsce położona w województwie kujawsko-pomorskim, w powiecie grudziądzkim, w gminie Gruta.
W latach 1954–1961 wieś należała i była siedzibą władz gromady Boguszewo, po jej zniesieniu w gromadzie Gruta. W latach 1975–1998 miejscowość administracyjnie należała do województwa toruńskiego.
Według Narodowego Spisu Powszechnego (III 2011 r.) wieś liczyła 316 mieszkańców. Jest dziewiątą co do wielkości miejscowością gminy Gruta.

## Zabytki
Renesansowy dwór obronny z 1602 roku (w ruinie) – w XIX wieku pełnił rolę spichlerza, data 1602 została zapisana na jednym ze szczytów. W części piwnicznej występuje cegła palcówka. W latach 30. XX wieku dwór posiadał jeszcze kryty dachówką dach i ozdobne szczyty. Według rejestru zabytków NID na listę zabytków wpisany jest po nr rej.: A/155/70 z 25.10.1935.
- Nieopodal wsi, na półwyspie jeziora znajduje się grodzisko[6].